# Aníbal Pinto
Aníbal Pinto Garmendia (Santiago, 15 maart 1825 - Valparaíso, 9 juni 1884) was een Chileens staatsman. Van 18 september 1876 tot 18 september 1881 was hij president van Chili.

## Biografie
Aníbal Pinto was de zoon van Francisco Antonio Pinto die van 1827 tot 1829 president van Chili was en van Luisa Garmendia Aldurralde, afkomstig uit Argentinië. Hij studeerde aan het Colegio Argentino de Santiago en rechten en filosofie aan het Instituto Nacional. Na zijn studie trad hij in staatsdienst. Op twintigjarige leeftijd werd hij als ondersecretaris toegevoegd aan de Chileense legatie bij de Heilige Stoel. In 1849 werd hij toegevoegd aan het Chileens gezantschap in Rome. In 1850 keerde hij naar Chili terug en twee jaar later werd hij in de Kamer van Afgevaardigden gekozen. Hij voerde felle oppositie tegen het bewind van president Manuel Montt. In 1861 volgde zijn verkiezing tot senator. Van 1863 tot 1870 was hij tevens burgemeester van Concepción.
Pinto was sinds 1852 werkzaam op de faculteit wijsbegeerte van de Universiteit van Chili waar hij zich bezighield met de filosofie van René Descartes.

### President
Van 1871 tot 1876 was Pinto minister van Oorlog en Marine onder president Federico Errazuriz Zañartu. In 1876 werd hij door een deel van de liberalen, de radicalen en nationalen aangewezen als presidentskandidaat. Hij nam het bij de presidentsverkiezingen van dat jaar op tegen de kandidaat van de liberalen en conservatieven, Benjamín Vicuña Mackenna. De laatste trok echter zijn kandidatuur in waardoor Pinto als enige kandidaat overbleef. Hij verkreeg uiteindelijk 293 van de 307 kiesmannen achter zich en werd dus met een enorme overmacht tot 9de president van Chili gekozen. De coalitieregeringen die werden geleid door president Pinto bestonden uit liberalen en radicalen.
Onder het bewind van Pinto kreeg Chili te maken met de grootste economische crisis in de geschiedenis van het land. De economische situatie werd verergerd door de overstromingen van 1876 en de aardbeving van 1877 in het noorden van het land. Het ingrijpen van de staat op het economisch leven om de situatie te verbeteren kwam hem op dure kritiek te staan van de oppositie.

### Salpeteroorlog
Een grensgeschil tussen Chili enerzijds en Bolivia en Peru anderzijds leidde in 1879 tot het uitbreken van de Salpeteroorlog. Dankzij kundig optreden van de regering bleef Argentinië neutraal - er werd in 1881 een voor Argentinië gunstig grensverdrag gesloten - en kwam de overwinning toe aan Chili (1884). Mineraalrijke (zout, salpeter etc.) gebieden de tot dan toe behoorden tot Bolivia en Peru kwamen in Chileense handen. In 1883, onder Pinto's opvolger Domingo Santa María, werd een wapenstilstandsverdrag gesloten tussen de strijdende partijen.
Na zijn presidentschap werd Pinto geplaagd door schulden en zag zich genoodzaakt zijn landhuis te verkopen en zijn intrek te nemen in een bescheiden woning in Valparaíso. Hij werd meerdere malen door de regering benaderd voor een diplomatieke post maar hij koos ervoor om in Chili te blijven. Hij nam een baan aan als vertaler bij de krant El Ferrocarril en was werkzaam als inspecteur bij de brandweer. Hij overleed in 1884 op 59-jarige leeftijd.

## Privé
Aníbal Pinto was afkomstig uit een aristocratische familie. Hij was een belezen man met een enorme verzameling boeken (ca. 20.000 exemplaren) en correspondeerde met intellectuele tijdgenoten over de hele wereld.
Pinto trouwde op 24 november 1855 in Concepción met Delfina de la Cruz Zañartu (1837-1905), dochter van generaal José María de la Cruz en Josefa Zañartu. Het geslacht De la Cruz was afkomstig uit het zuiden van Chili en behoorde tot aristocratie.
Zijn zuster, Enriqueta Pinto Garmendia (1817-1904), was getrouwd met president Manuel Bulnes (1799-1866) die van 1841 tot 1851 regeerde.

## Samenstelling kabinetten
| Ministerie (Presidentschap van Aníbal Pinto) | Naam/Periode |
| -------------------------------------------- | --- |
| Binnenlandse Zaken                           | José Victorino Lastarria (1876-1877) Vicente Reyes Palazuelos (1877-1878) Belisario Prats Perez (1878-1879) Antonio Varas de la Barra (1879) Domingo Santa María Gonzalez (1879-1880) Manuel Recabarren Rencoret (1880-1881)                                                                               |
| Buitenlandse Zaken en Kolonisatie            | José Alfonso Cavada (1875-1878) Alejandro Fierro Peréz (1878-1879) Miguel Luis Amunátegui Aldunate (1879) Domingo Santa María González (1879-1880) Melquíades Valderrama Sáenz de la Peña (1880-1881) |
| Financiën                                    | Rafael Sotomayor Baeza (1876-1877) Augusto Matte Pérez (1877-1878) Julio Zegers Samaniego (1878-1879) Augusto Matte Pérez (1879-1880) José Alfonso Cavada (1880-1881) |
| Oorlog en Marine                             | Belisario Prats (1876-1877) Manuel García de la Huerta (1877-1878) Cornelio Saavedra Rodríguez (1878-1879) Antonio Varas de la Barra (1879) Basilio Urrutia (1879) Rafael Sotomayor Baeza (1879-1880) José Antonio Gandarillas (1880) Manuel García de la Huerta (1880) José Francisco Vergara (1880-1881) |
| Justitie, Eredienst en Openbaar Onderwijs    | Miguel Luis Amunátegui Aldunate (1876-1878) ... (1878-1879) Jorge Segundo Huneeus Zegers (1879) Augusto Matte Pérez (1879) José Antonio Gandarillas Luco (1879-1880) ... (1880-1881) |